# 강진 조씨
강진 조씨(康津趙氏)는 전라남도 강진군을 본관으로 하는 한국의 성씨이다. 시조는 조선에서 문과에 급제해 호조참판을 지낸 조주(趙注)이다.

## 참고 자료
- “강진조씨(康津趙氏)”. 뿌리를 찾아서.[깨진 링크(과거 내용 찾기)]